# The World Needs a Hero
The World Needs a Hero deveti je studijski album američkog thrash metal sastava Megadeth. Album je 15. svibnja 2001. godine objavila diskografska kuća Sanctuary Records. Nakon kritičkog i komercijalnog neuspjeha prethodnog albuma Risk, The World Needs a Hero označio je povratak žešćemu glazbenom smjeru. Album se ubrzo nakon objave popeo na šesnaesto mjesto ljestvice Billboard 200.
Nakon raskida s bivšim izdavačem, Capitol Recordsom, ovo je bio prvi od dva Megadethova studijska albuma koji je objavio Sanctuary Records. Bio je posljednji od dva albuma na kojem je bubnjeve svirao Jimmy DeGrasso te jedini na kojem je solo gitaru svirao Al Pitrelli. K tome, The World Needs a Hero bio je posljednji album na kojem je sudjelovao izvorni basist grupe David Ellefson sve do njegova povratka sastavu 2010. godine. Također, Megadethova maskota, Vic Rattlehead, pojavljuje se na naslovnici albuma po prvi put od albuma Rust in Peace, objavljenog 1990. godine.

## Pozadina i naziv albuma
Godine 1999. Megadeth je objavio svoj osmi studijski album, Risk. Navedeni je album značajan zbog drastične promjene u glazbenom stilu grupe te vrhunca sve jačih pokušaja grupe da postigne uspjeh u glavnoj struji tijekom 1990-ih; navedeni je trend započeo albumom Countdown to Extinction iz 1992. godine. The World Needs a Hero označava stilistički prijelaz i povratak thrash metal korijenima sastava. Nadalje, grupa je u izjavi za tisak reklamirala album kao "protuotrov" za Risk. Međutim, neki su glazbeni kritičari izjavili kako album još uvijek sadrži komercijalni dojam prethodnih albuma.
Prema frontmenu Daveu Mustaineu, naziv albuma (Svijet treba heroja) odnosi se na stereotipične rock zvijezde. Upitan o nazivu i prethodnom komentaru o tome kako je Axl Rose ubio tradicionalni ugled rock zvijezde, Mustaine je objasnio kako "ljudi žele heroje. Mnoge grupe izgledaju potpuno obično – nose majice s benzinskih pumpi, imaju otkačene frizure i mislim kako ljudi žele biti u mogućnosti reći  'oni možda nisu popularni, ali su MOJA grupa.'" Mustaine je naknadno izjavio kako mnoge suvremene rock skupine izgledaju i zvuče isto te da je glazbenoj industriji potreban heroj. Zatim je usporedio primjetan manjak imidža tadašnjih glazbenih scena s imidžem metal sastava iz 1980-ih kao što su Iron Maiden i Judas Priest.
U drugom je intervjuu Mustaine ponudio izravniju interpretaciju naziva albuma. Komentirajući negativne novosti na vijestima kao što su ratovi i prirodne katastrofe, Mustaine je zaključio kako je svijetu u to doba bio potreban heroj koji bi riješio razne probleme širom planeta.
Naslovnica albuma, koju je načinio Hugh Syme, prikazuje maskotu grupe, Vica Rattleheada, kako prodire i izlazi iz Mustainea.

## Pjesme
Glavni singl s albuma bila je pjesma "Moto Psycho" za koju je bio snimljen i glazbeni spot. Skladba govori o ljudima koji svaki dan putuju na posao, provodeći mnogo vremena na cesti. Skladba "Dread and the Fugitive Mind" bila je objavljena na kompilaciji Capitol Punishment godinu dana ranije jer je tako inzistirao Megadethov bivši izdavač Capitol Records. Za uvodnu pjesmu na albumu, "Disconnect", Mustaine je izjavio kako govori o življenju dvostrukog života te o "osobi za koju želim da misliš da jesam i o unutarnjoj osobi za koju stvarno znam da jesam." "Coming Home" je izvorno bila objavljena samo na japanskoj inačici albuma kao bonus pjesma, ali se kasnije pojavila i u box setu Warchest. Mustaine je komentirao kako tematiku skladbe "Promises" čine "pristrane veze" poput onih između katolika i protestanata u Irskoj, međurasnih i istospolnih veza; "što se mene tiče, [pjesma] bi mogla biti o čovjeku i ovci. Ona samo govori o tome da ako ne možemo biti zajedno u ovom životu, možda ćemo biti zajedno u sljedećem."
Upitan je li "Recipe for Hate... Warhorse" bila napisana o bilo kojoj određenoj osobi, Mustaine je rekao kako postoji "cijela hrpa ljudi koja bi vjerojatno zaslužila tu pjesmu", ali nije naveo nikog određenog. "Silent Scorn" je instrumentalna skladba koju grupa često izvodi služeći se ozvučenjem na svojim koncertima; primjer toga može se čuti na koncertnom albumu Rude Awakening iz 2002. godine na kojem navedeni instrumental počinje odmah nakon posljednje pjesme u setu, "Holy Wars... The Punishment Due". "Return to Hangar" je nastavak skladbe "Hangar 18" s albuma Rust in Peace; zatočeni izvanzemaljci iz prve pjesme pobjegnu i ubiju svoje zarobljivače. Na koncertnim albumima Rude Awakening i That One Night: Live in Buenos Aires skladba je često svirana nakon "Hangara 18". Glavni rif i struktura pjesme "When", posljednje skladbe na albumu, podsjeća na pjesmu "Am I Evil?" grupe Diamond Head; Mustaine je izjavio kako je to bilo učinjeno namjerno.

## Objava i promocija
Album je u SAD-u bio objavljen 15. svibnja 2001. godine te je u svom prvom tjednu izlaska bio prodan u 61.000 primjeraka, popevši se tako na 16. mjesto ljestvice Billboard 200. Sljedeći je tjedan album bio prodan u dodatnih 25.000 primjeraka, padajući tako na 59. mjesto ljestvice. Album se pojavio i na ljestvicama u Poljskoj (17. mjesto), Njemačkoj (36. mjesto), Švedskoj (38. mjesto) te Švicarskoj (55. mjesto). Do prosinca 2005. godine, The World Needs a Hero bio je prodan u oko 219.000 primjeraka u SAD-u. Megadeth je 8. lipnja 2001. godine nastupio u Milton Keynesovom National Bowlu u Engleskoj uz skupine kao što su AC/DC, The Offspring i Queens of the Stone Age te je tamo najavio promotivnu turneju za album. Nakon raspada sastava 2002. godine, šest je pjesama s albuma bilo objavljeno na kompilaciji Still Alive... and Well? koja je sadržavala studijske skladbe s The World Needs a Heroa i šest koncertnih pjesama.

## Popis pjesama
Tekstovi: Dave Mustaine, glazba: Dave Mustaine, osim pjesme "Promises" koju je skladao s Alom Pitrellijem.
| 1.    | »Disconnect«                  | 5:20 |
| 2.    | »The World Needs a Hero«      | 3:52 |
| 3.    | »Moto Psycho«                 | 3:06 |
| 4.    | »1000 Times Goodbye«          | 6:25 |
| 5.    | »Burning Bridges«             | 5:21 |
| 6.    | »Promises«                    | 4:29 |
| 7.    | »Recipe for Hate... Warhorse« | 5:19 |
| 8.    | »Losing My Senses«            | 4:40 |
| 9.    | »Dread and the Fugitive Mind« | 4:26 |
| 10.   | »Silent Scorn« (instrumental) | 1:42 |
| 11.   | »Return to Hangar«            | 4:00 |
| 12.   | »When«                        | 9:14 |
| 57:54 |                               |      |

| Japanska inačica albuma | Japanska inačica albuma       | Japanska inačica albuma | Japanska inačica albuma | Japanska inačica albuma | Japanska inačica albuma | Japanska inačica albuma | Japanska inačica albuma | Japanska inačica albuma | Japanska inačica albuma |
| Br.                     | Skladba                       | Trajanje                |                         |                         |                         |                         |                         |                         |                         |
| ----------------------- | ----------------------------- | ----------------------- | ----------------------- | ----------------------- | ----------------------- | ----------------------- | ----------------------- | ----------------------- | ----------------------- |
| 1.                      | »Disconnect«                  | 5:20                    |                         |                         |                         |                         |                         |                         |                         |
| 2.                      | »The World Needs a Hero«      | 3:52                    |                         |                         |                         |                         |                         |                         |                         |
| 3.                      | »Coming Home«                 | 2:35                    |                         |                         |                         |                         |                         |                         |                         |
| 4.                      | »Moto Psycho«                 | 3:06                    |                         |                         |                         |                         |                         |                         |                         |
| 5.                      | »1000 Times Goodbye«          | 6:25                    |                         |                         |                         |                         |                         |                         |                         |
| 6.                      | »Burning Bridges«             | 5:21                    |                         |                         |                         |                         |                         |                         |                         |
| 7.                      | »Promises«                    | 4:29                    |                         |                         |                         |                         |                         |                         |                         |
| 8.                      | »Recipe for Hate... Warhorse« | 5:19                    |                         |                         |                         |                         |                         |                         |                         |
| 9.                      | »Losing My Senses«            | 4:40                    |                         |                         |                         |                         |                         |                         |                         |
| 10.                     | »Dread and the Fugitive Mind« | 4:26                    |                         |                         |                         |                         |                         |                         |                         |
| 11.                     | »Silent Scorn« (instrumental) | 1:42                    |                         |                         |                         |                         |                         |                         |                         |
| 12.                     | »Return to Hangar«            | 4:00                    |                         |                         |                         |                         |                         |                         |                         |
| 13.                     | »When«                        | 9:14                    |                         |                         |                         |                         |                         |                         |                         |
| 60:29                   |                               |                         |                         |                         |                         |                         |                         |                         |                         |

## Recenzije
The World Needs a Hero uglavnom je dobio osrednje kritike i kritičari su ga opisali kao "povratak korijenima". Pišući za AllMusic recenzent Steve Huey iznio je mišljenje da Mustaine "pokušava dozvati sjećanja" na Rust in Peace i Countdown to Extinction, ali je prilikom uspoređivanja pjesme "Dread and the Fugitive Mind" sa "Sweating Bullets" (s albuma Countdown to Extinction) izjavio kako većina glazbenog materijala "zvuči kao prežvakani Megadeth". Huey je kritizirao produkciju, komentirajući kako još uvijek zvuči "prijateljski nastrojena prema radiju" te je izjavio kako upravo zbog toga grupa na albumu "nikad u potpunosti ne evocira bijes ni sjaj prošlih slava". Neil Arnold iz časopisa Metal Forces napisao je da je album, unatoč "manjku pogibelji ranijeg rada skupine", i dalje bio dotjeranije djelo od prethodnog albuma. Zaključio je kako je jasno da se Megadeth "više opredijelio za melodiju nego za agresiju", ali da isto tako rijetko ulazi u "thrash stil".
U međuvremenu, recenzent Greg Pratt iz Brave Words & Bloody Knucklesa bio je više suosjećajan prema albumu. Pratt je, nakon kraćeg kritiziranja manjka thrashastog zvuka, u pozitivnom svjetlu usporedio album s Youthanasiom i Countdown to Extinctionom. U dodatku je komentirao kako je grupa i dalje zvučala dobro, unatoč odsustvu dugotrajnih članova Nicka Menze i Martyja Friedmana. Pozitivno je reagirao na mnoge pjesme na albumu, ali je izdvojio "Recipe for Hate... Warhorse" kao "najintenzivniji trenutak" na albumu. Mike Stagno sa stranice Sputnikmusic imao je podijeljeno mišljenje o glazbi na albumu. Iako je Stagno naveo kako je album bio reklamiran kao povratak korijenima grupe, izjavio je kako će oni koji se nadaju albumu stilistički sličnome prvim četirima albumima grupe biti razočarani. Stagno ga je na koncu definirao "entuzijastičnim metal albumom".
The Rolling Stone Album Guide opisao je album "tromim" i "retrogradnim" te ga je nazvao "korakom unazad za grupu". John Engels iz Orlando Weeklyja smatrao je kako je Al Pitrelli uspješno popunio prazninu koju je ostavio bivši gitarist Marty Friedman. Međutim, napomenuo je kako album ponegdje zvuči repetitivno te je kritizirao nekolicinu pjesama zbog njihovih "djetinjastih" tekstova. Friedman je komentirao kako je bio "malo razočaran" albumom. Posebice je kritizirao njegovu naslovnicu, ali je i izjavio da smatra kako je glazba bila "vrlo dobra".

## Zasluge
| Megadeth - Dave Mustaine – vokali, gitara, produkcija - Al Pitrelli – gitara - Dave Ellefson – bas-gitara - Jimmy DeGrasso – bubnjevi Dodatni glazbenici - Heather Keckler – glas (na pjesmama 2 i 4) - Bob Findley – truba - Chris Vrenna – udaraljke | Ostalo osoblje - Bill Kennedy – inženjer zvuka, miksanje - Tom Jensen – mastering - Ken Mary – Pro-Tools - Pete Cronin – fotografija - Hugh Syme – naslovnica, ilustracije - Mark Valentine – inženjer zvuka - Lance Dean – inženjer zvuka, Pro-Tools - Jay Goin – inženjer zvuka - Greg Edenfield – inženjer zvuka - Chris Vrenna – Pro-Tools, digitalno uređivanje - Joe Bishara – Pro-Tools - James Murray – Pro-Tools - Sean Dever – Pro-Tools - Suzie Katayama – aranžman gudačkih glazbala (na pjesmama 6 i 8) |